# Airon-Notre-Dame
 Airon-Notre-Dame  es una población y comuna francesa, situada en la región de Norte-Paso de Calais, departamento de Paso de Calais, en el distrito de Montreuil y cantón de Berck.

## Demografía
| 131 | 157 | 151 | 149 | 153 | 183 |
| Para los censos de 1962 a 1999 la población legal corresponde a la población sin duplicidades (Fuente: INSEE [Consultar]) |     |     |     |     |     |